# بی‌آرپی داتو سیکاتونا (پی‌اف-۵)
بی‌آرپی داتو سیکاتونا (پی‌اف-۵) (به انگلیسی: BRP Datu Sikatuna (PF-5)) یک کشتی است که طول آن ۳۰۶ فوت (۹۳ متر) می‌باشد. این کشتی در سال ۱۹۴۳ ساخته شد.